# Setschenowo
Setschenowo (russisch Се́ченово) ist ein Dorf (selo) in der Oblast Nischni Nowgorod in Russland mit 5263 Einwohnern (Stand 14. Oktober 2010).

## Geographie
Der Ort liegt etwa 170 km Luftlinie südöstlich des Oblastverwaltungszentrums Nischni Nowgorod, unweit der Grenze zu den Republiken Mordwinien und Tschuwaschien im Quellbereich der Medjanka, eines kleinen linken Zuflusses der Sura.
Setschenowo ist Verwaltungszentrum des Rajons Setschenowski sowie Sitz der Landgemeinde Setschenowski selsowet, zu der außerdem die sieben Dörfer Alferjewo (7 km südwestlich), Bacharewka, Jasnoje, Krasnoje (entsprechend 7, 4 und 9 km nordöstlich), Malinow Kust (6 km südlich), Mamleika (4 km südöstlich) und Sinjakowka (9 km südwestlich) sowie die Siedlung (possjolok) Tjoplostanskowo sowchosa (5 km östlich; „Siedlung des Sowchos Tjoply Stan“) gehören.

## Geschichte
Das Dorf geht auf ein Feldlager zurück, das 1552 während des Feldzuges der Truppen des Großfürstentums Moskau gegen das Khanat Kasan, der die Moskau-Kasan-Kriege beendete, angelegt wurde. Entsprechend trug der Ort zunächst dem Namen Tjoply Stan, russisch wörtlich für „warmes Lager“. Ab 1780 gehörte Tjoply Stan zum Ujesd Kurmysch der Statthalterschaft Simbirsk (heute Uljanowsk), ab 1796 des Gouvernements Simbirsk. Das Dorf gehörte lange zur Talysinskaja wolost, deren etwa 15 km südlich gelegener Verwaltungssitz Werchneje Talysino bis ins 20. Jahrhundert bedeutend größer als Tjoply Stan war. Erst nach 1913 wurde Tjoply Stan selbst Sitz einer Wolost.
Mit der Auflösung des Ujesds Kurmysch 1921 kam Tjoply Stan zum Ujesd Sergatsch des Gouvernements Nischni Nowgorod. Mit Einführung der Rajongliederung wurde der Ort 1929 Sitz des nach ihm benannten Teplostanski rajon. Am 24. November 1945 erhielt der Ort seinen heutigen Namen nach dem dort geborenen Physiologen Iwan Setschenow; auch der Rajon wurde entsprechend umbenannt.

### Bevölkerungsentwicklung
| Jahr | Einwohner |
| ---- | --------- |
| 1897 | 1482      |
| 1939 | 2770      |
| 1959 | 2042      |
| 1970 | 2024      |
| 1979 | 2588      |
| 1989 | 4085      |
| 2002 | 5239      |
| 2010 | 5263      |

Anmerkung: Volkszählungsdaten

## Verkehr
Setschenowo liegt an der Regionalstraße 22K-0162, die von der föderalen Fernstraße M7 Moskau – Nischni Nowgorod – Kasan – Perm/Ufa über die Rajonzentren Bolschoje Muraschkino, Knjaginino, Sergatsch und Urasowka kommend weiter zur Grenze der Republik Tschuwaschien (Richtung Alatyr) führt. In südlicher Richtung zweigt in Setschenowo die 22K-0088 über Werchneje Talysino zur Grenze der Republik  Mordwinien ab, wo weiter Anschluss an die 89K-12 in Richtung Saransk besteht. Von Setschenowo nach Norden führt die teils im Bau befindliche 22K-0059 nach Pilna.
Die nächstgelegenen Bahnstationen befindet sich jeweils etwa 50 km entfernt in Sergatsch und Pilna an der Strecke Moskau – Arsamas – Kasan.

## Söhne und Töchter des Ortes
- Iwan Setschenow (1829–1905), Physiologe